# Сущинский, Виталий Владимирович
Виталий Владимирович Сущинский (1 июня 1890 — 8 октября 1938) — российский и советский лётчик, участник Первой мировой войны, первооткрыватель воздушных трасс в Ненецком национальном округе.

## Биография
Родился 1 июня 1890 года в деревне Голдабурщине Могилёвской губернии (ныне Белыничский район, Могилёвской области, Белоруссии) в семье священника. По национальности белорус. Учился в реальном училище в городе Могилёве. Окончил механико-техническое училище в городе Вязники 1910 году, работал токарем по металлу в механическом цеху морского порта во Владивостоке в 1911 году.
В 1911 году стал учиться пилотированию. Был учеником-пилотом и авиамехаником у одного из первых русских авиаторов Я. И. Седова-Серова. Летом 1912 года поступил первым учеником в Дальневосточную аэроклубную школу при Спасском военном аэродроме. Осенью того же года окончил школу, после чего с стал заведующим этой школой и её авиационным инструктором.
В начале Первой мировой войны мобилизован в службу охраны пограничных судов на реке Уссури. Осенью 1914 года телеграфировал в Петроград, в канцелярию Великого князя Александра Михайловича, о желании идти добровольцем-лётчиком на фронт. 
Был направлен на Теоретические курсы авиации при Петроградском политехническом институте. 
Был лётчиком-разведчиком на Западном фронте. Служил авиаинструктором Севастопольской военной школы в 1915—1917 годах. 6 декабря 1915 года ему присвоено звание младшего унтер-офицера, 9 декабря 1916 — прапорщика инженерных войск, 25 апреля 1917 года — военного лётчика. За храбрость Виталий Сущинский был награждён солдатскими Георгиевскими крестами 4-й, 3-й и 2-й степени.
После Октябрьской революции принимал участие в Гражданской войне на стороне Красной армии. В 1918 году — командир 1-го авиаотряда Сибири в армии Сергея Лазо в Забайкалье. После передислокации отряда в Спасск был вызван во Владивосток по делам, связанным с обеспечением отряда. Его приезд совпал с восстанием Чехословацкого корпуса во Владивостоке, в результате которого Сущинский оказался на территории, занятой белыми. Несколько месяцев он скрывался, но после объявления Колчаком всеобщей мобилизации был отправлен в Спасск инструктором авиашколы, находившейся в то время под контролем белых. В апреле 1920 года Спасск заняли японские интервенты, и он ушёл в сопки с красными партизанами, где находился до окончания боевых действий.
Вернувшись во Владивосток, принял предложение перегнать из Харбина в Благовещенск самолёт конструктора И. И. Диля, который закупался представителем РСФСР для благовещенского авиаотряда. Однако во время испытания самолёта лётчиком Авакуменко он потерпел катастрофу и пилот погиб. После этого Сущинский не стал возвращаться во Владивосток. Работал в Харбине электромехаником по освещению поездов, затем стал шофёром автобуса. Осенью 1922 года перешёл в тракторный отряд, направлявшийся в Западную Сибирь. Был снят с поезда и по подозрению «добросовестного перехода к белым в 1920 году» и отдан под суд военного трибунала Западно-Сибирского военного округа. В период следствия жил с подпиской о невыезде и работал на ремонте автотранспорта при представительстве ГПУ по Сибири. 30 января 1923 года дело было прекращено за недоказанностью улик. После этого Сущинский был делопроизводителем при Сибревкоме, затем, до демобилизации в мае 1924 года — лётчиком 16-го отдельного разведывательного авиаотряда в Новониколаевске (ныне Новосибирск). С мая 1924 года по 1926 год работал инструктором воздушного спорта в Могилёве, затем токарем по металлу на механическом заводе «Возрождение».
Осенью 1926 года в связи со смертью отца Сущинский вернулся в родную деревню, где занялся хлебопашеством. В 1927 году был призван на полуторамесячный лагерный сбор на Дретуньском аэродроме, затем вернулся в Голдабурщину.
В 1930 году, после начала коллективизации, как офицер царской армии и «кулак» подвергнут административной высылке в Северный край сроком на 5 лет. До 1932 года работал в Архангельске слесарем по ремонту, машинистом парохода «Слон». 27 марта 1932 года был приглашён мотористом в Кемское отделение авиации ОГПУ. 9 февраля 1933 года переведён летчиком на авиабазу Ухтпечтреста НКВД, где проработал до 1 мая 1935 года. Летал в районы Нарьян-Мара, Салехарда, Котласа. Управлял гидросамолётами. 1 августа 1935 году по личному заявлению принят пилотом в авиацию Ненецкого ОИКа в Нарьян-Маре. Работал вместе с лётчиком Самуилом Клебановым. На самолете У-2 проложил воздушные трассы: Нарьян-Мар — Тобседа; Нарьян-Мар — Индига — Нижняя Пёша и другие. В сезон 1935—1936 годов совершил 150 безаварийных полётов.
В 1937 году был арестован по обвинению в нарушениях лётных правил, уничтожении самолётного парка, «разговорах контрреволюционного содержания» и заключён в Архангельскую тюрьму. Пребывание Сущинского в Харбине в начале 1920-х годов следствие трактовало так: «… в 1920 г., в связи с разгромом белых, эмигрировал в Харбин и там установил связь с японской разведкой. В 1922 г. по заданию этой разведки был заслан на территорию СССР, здесь занимался шпионской деятельностью, вредительством и контрреволюционной агитацией». Был осуждён по статьям 58, 59 УК РСФСР (вредительство и контрреволюционная деятельность) и приговорён к высшей мере наказания. Расстрелян 8 октября 1938 года. Посмертно реабилитирован 2 февраля 1958 года.

## Семья
У Виталия Сущинского был брат Всеволод. Он также был лётчиком и вместе с братом принимал участие в Первой мировой войне. Сестра — Лидия Владимировна Ляскэ. Виталий Сущинский был дважды женат. Первая жена — Надежда Николаевна Сущинская. Вторая жена Мария Дмитриевна была моложе Виталия на 17 лет, у них родилось двое детей. Родители Сущинского — Владимир Павлович и Анна Степановна.

## Память
28 июня 2011 года именем Сущинского была названа улица в Нарьян-Маре .